# Organizarea administrativă a Poloniei

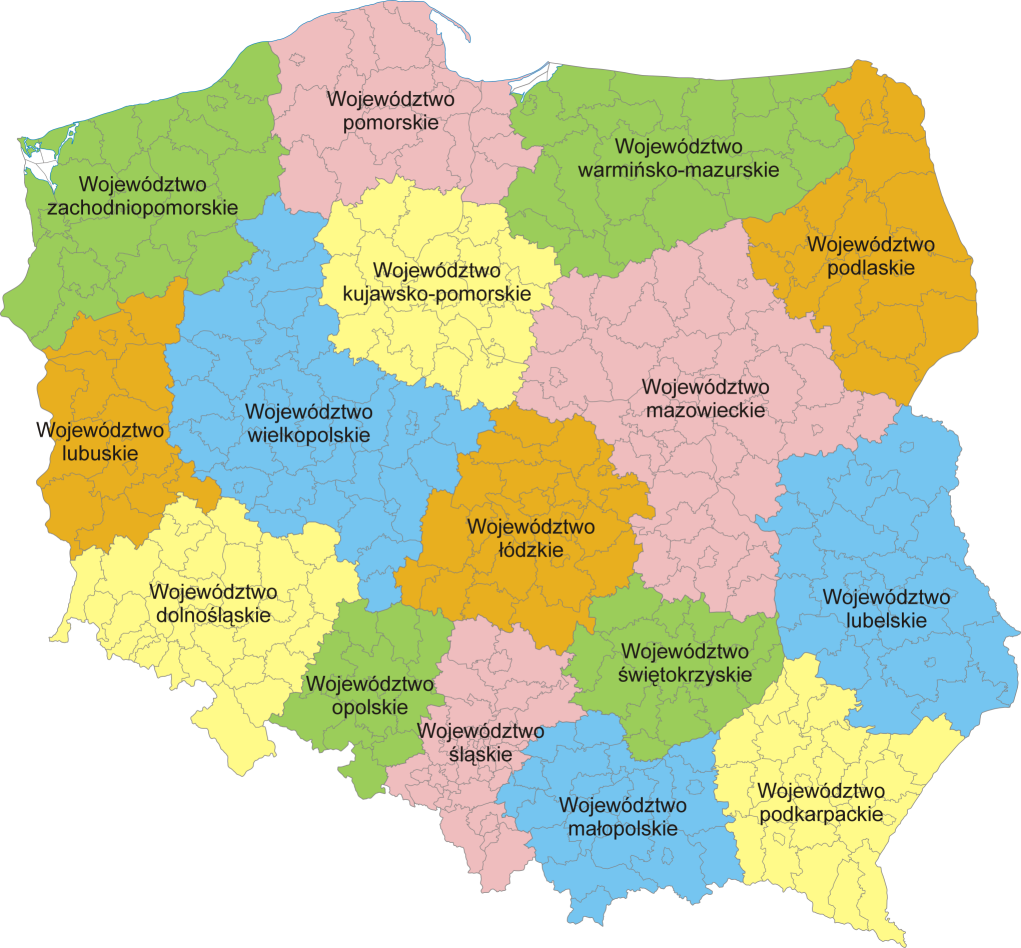
Voievodatele şi powiatele Poloniei

Din punct de vedere administrativ Polonia se împarte în 16 voievodate, 379 de powiate (inclusiv 65 de municipii) și 2 478 de comune. Această organizare administrativ-teritorială a fost introdusă începând cu data de 1 ianuarie 1999. Această împărțire cuprinde trei niveluri administrative și de guvernare locală, instituind din nou powiatele desființate în 1975 și înlocuite atunci cu voievodate mai mici (similare cu actualele județe românești, cu două niveluri administrative și de guvernare locală).
De remarcat că actuala împărțire administrativă a Poloniei este similară formal cu cea a României dintre anii 1950-1968, cu voievodatul, powiatul, municipiul și comuna corespunzând, respectiv, regiunii, raionului, orașului de subordonare regională, orașului/comunei.

## Voievodate
Cele 16 voievodate (województwo, plural pentru 2-4: województwa, plural pentru 5 și mai multe: województw) formează primul nivel al împărțirii administrativ-teritoriale a Poloniei. Puterile administrative sunt împărțite între guvernatorul desemnat de guvernul central — voievodul (wojewoda) și consiliul ales de cetățeni — sejmik (diminutivul de la Sejm) — care alege executivul (zarząd województwa) și este condus de mareșalul (marszałek). Toate cele trei denumiri sunt legate de tradiția istorică poloneză și au fost utilizate încă din timpul Republicii Celor Două Națiuni.
După 1999 au apărut propuneri de creare a încă trei voievodate — Polonia Centrală, Polonia Veche și Pomerania Centrală — și de a exclude Varșovia împreună cu zona sa metropolitană din voievodatul Mazovia, dar până în iunie 2009 doar proiectul voievodatului Pomerania Centrală a fost prezentat în fața Seimului și a fost respins după dezbateri.

## Powiate
Cele 379 de powiate (powiat, plural pentru 2-4: powiaty, plural pentru 5 și mai multe: powiatów) sunt unitățile administrative de nivel 2, intermediare între voievodat și comună. Powiatele formează voievodate; numărul lor variaza de la 12 în voievodatul Opole la 42 în voievodatul Mazovia. 
Există două tipuri de powiate:
- powiatele propriu-zise, sau „rural-urbane”, adică powiatele care cuprind cel puțin trei comune;
- orașele cu statut de powiat sau „powiatele orășenești” – formate dintr-o comună urbană care îndeplinește atât funcțiile proprii comunei cât și funcțiile powiatului;

Reședința powiatului propriu-zis trebuie să se afle într-un oraș. Powiatul este condus de consiliul ales de cetățeni (rada powiatu), care în schimb alege executivul (zarząd powiatu) condus de staroste (starosta). Municipiile dispun de consiliu și executiv proprii (rada miasta și zarząd miasta).

## Comune
Formate din cel puțin două sate, cele 2 478 de comune sunt unitățile de bază ale împărțirii administrativ-teritoriale poloneze. Există trei tipuri de comune:
- comunele urbane — formate dintr-un singur oraș (adică un singur teritoriu administrativ);
- comunele rurbane — formate dintr-un oraș mic și satele înconjurătoare;
- comunele rurale — formate exclusiv din sate. O comună al cărui sediu se află într-o comună urbană, fără a-l include totuși, spre exemplu comuna Słupsk, este clasificată ca o comună rurală, deoarece nu include nici un oraș;

Comunele au și ele un consiliu ales de cetățeni (rada miasta în comună urbană, rada miasta i gminy în comună rurbană sau rada gminy în comună rurală) și un executiv (zarząd miasta, zarząd miasta i gminy respectiv zarząd gminy). Conducătorul unei comune este și el ales de cetățeni. Acesta este numit prezydent (președinte) în orașele mari, burmistrz (primar, de la germană Burgmeister) în orașele mai mici și toate comunele rurbane sau wójt în comunele rurale.

## Ortografie

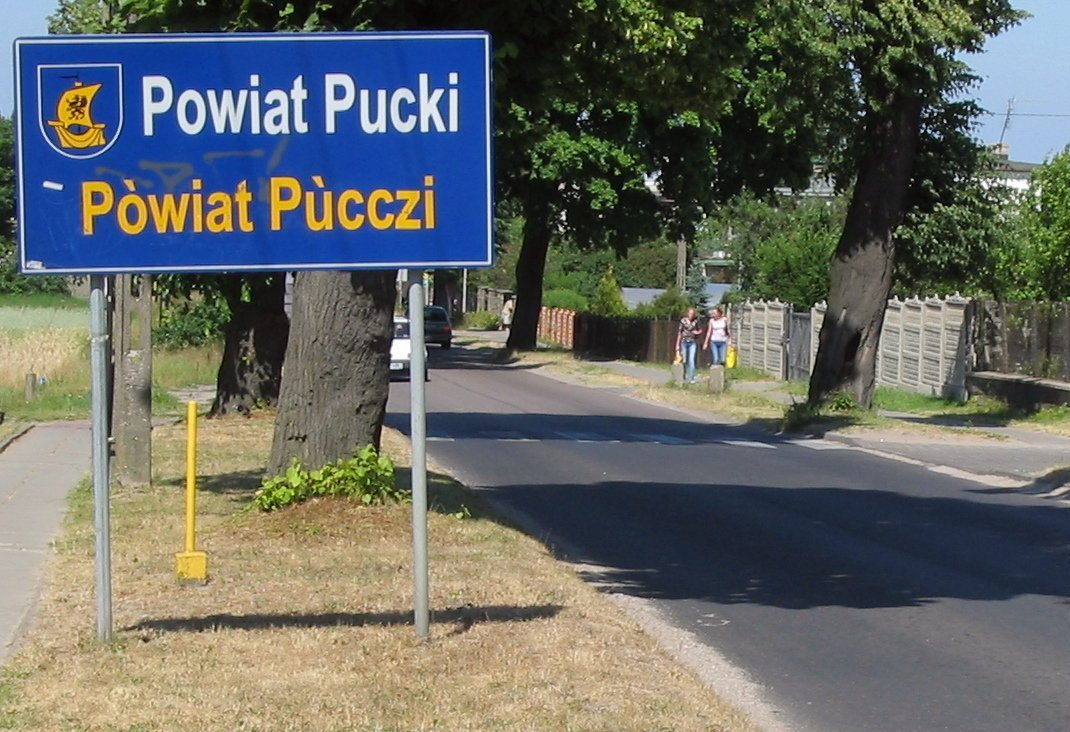
Indicator rutier bilingv (în poloneză și cașubiană) cu greșeli de ortografie în ambele limbi.

Denumirile unităților administrativ-teritoriale ale Poloniei, deși sunt nume proprii, nu se scriu cu majusculă, ceea ce înseamnă că sunt tratate ca substantive comune. Grafia Województwo Dolnośląskie, Powiat Poznański, Gmina Smołdzino – chiar dacă apare adesea pe indicatoarele rutiere, este incorectă, variantele scrise în acord cu regulile ortografice fiind województwo dolnośląskie, powiat poznański, gmina Smołdzino.